# 陈毓蔚
陈毓蔚（1931年—），女，浙江定海人，中国地球化学家，曾任中国科学院地球化学研究所研究员、博士生导师。